# Foresto d'Este
Foresto d'Este (Modena, 20 aprile 1652 – 16 febbraio 1725) è stato un militare italiano del ramo cadetto degli Este di Scandiano. Marchese di Scandiano dal 1698 al 1725.

## Biografia
Francesco Foresto d'Este nacque a Modena il 20 aprile 1652; figlio del generale e principe Borso d'Este e della moglie Ippolita d'Este, figlia naturale del principe Luigi I d’Este, Marchese di Scandiano e Montecchio.
Alla morte dei genitori, Foresto ed i fratelli venne affidato allo zio (e al contempo avo) Luigi I d'Este.
Dal 1665 al 1671 insieme al fratello Cesare Ignazio è in Francia; in un primo momento al Collegio Reale di La Fléche, poi a Berniéres ed infine a Parigi, compirà i propri studi. Ad accompagnare i principi fu mandato il Governatore Antonio di Zoppola.
Nel 1672 Foresto si arruolò tra i cadetti dell'esercito imperiale stanziato in Boemia.
Nel 1675 Foresto e suoi fratelli procedono alle divisioni delle proprietà ereditate dal padre Borso d'Este; a Foresto venne assegnata la castalderia del Palazzo Ducale di Rivalta.
Nel 1698 alla morte di Luigi II d'Este venne investito del feudo del Marchesato di Scandiano.
Nel 1716 acquista a Bologna il Palazzo degli Alamandini.
Nel 1724 concesse il Palazzo Ducale di Rivalta al principe ereditario e futuro duca di Modena e Reggio, Francesco.
Morì il 16 febbraio 1725.

## Ascendenza
|                     |               |                     | Genitori                       |  |  | Nonni |  |  | Bisnonni       |  |  | Trisnonni        |  |
|                     |               |                     |                                |  |  |       |  |  | Alfonso d'Este |  |  | Alfonso I d'Este |  |
|                     |               |                     |                                |  |  |       |  |  | Alfonso d'Este |  |  | Alfonso I d'Este |  |
|                     |               | Laura Dianti        |                                |  |  |       |  |  | Alfonso d'Este |  |  |                  |  |
| Cesare d'Este       |               |                     |                                |  |  |       |  |  | Alfonso d'Este |  |  |                  |  |
|                     |               | Giulia Della Rovere | Francesco Maria I Della Rovere |  |  |       |  |  |                |  |  |                  |  |
|                     |               | Giulia Della Rovere | Francesco Maria I Della Rovere |  |  |       |  |  |                |  |  |                  |  |
|                     |               | Giulia Della Rovere | Eleonora Gonzaga Della Rovere  |  |  |       |  |  |                |  |  |                  |  |
| Borso d'Este        |               | Giulia Della Rovere |                                |  |  |       |  |  |                |  |  |                  |  |
|                     |               | Cosimo I de' Medici | Giovanni dalle Bande Nere      |  |  |       |  |  |                |  |  |                  |  |
|                     |               | Cosimo I de' Medici | Giovanni dalle Bande Nere      |  |  |       |  |  |                |  |  |                  |  |
|                     |               | Cosimo I de' Medici | Maria Salviati                 |  |  |       |  |  |                |  |  |                  |  |
| Virginia de' Medici |               | Cosimo I de' Medici |                                |  |  |       |  |  |                |  |  |                  |  |
|                     |               | Camilla Martelli    | Antonio Martelli               |  |  |       |  |  |                |  |  |                  |  |
|                     |               | Camilla Martelli    | Antonio Martelli               |  |  |       |  |  |                |  |  |                  |  |
|                     |               | Camilla Martelli    | Fiammetta Soderini             |  |  |       |  |  |                |  |  |                  |  |
| Foresto d'Este      |               | Camilla Martelli    |                                |  |  |       |  |  |                |  |  |                  |  |
|                     | Cesare d'Este | Alfonso d'Este      |                                |  |  |       |  |  |                |  |  |                  |  |
|                     | Cesare d'Este | Alfonso d'Este      |                                |  |  |       |  |  |                |  |  |                  |  |
|                     | Cesare d'Este | Giulia Della Rovere |                                |  |  |       |  |  |                |  |  |                  |  |
| Luigi I d'Este      | Cesare d'Este |                     |                                |  |  |       |  |  |                |  |  |                  |  |
|                     |               | Virginia de' Medici | Cosimo I de' Medici            |  |  |       |  |  |                |  |  |                  |  |
|                     |               | Virginia de' Medici | Cosimo I de' Medici            |  |  |       |  |  |                |  |  |                  |  |
|                     |               | Virginia de' Medici | Camilla Martelli               |  |  |       |  |  |                |  |  |                  |  |
| Ippolita d'Este     |               | Virginia de' Medici |                                |  |  |       |  |  |                |  |  |                  |  |
|                     |               | …                   | …                              |  |  |       |  |  |                |  |  |                  |  |
|                     |               | …                   | …                              |  |  |       |  |  |                |  |  |                  |  |
|                     |               | …                   | …                              |  |  |       |  |  |                |  |  |                  |  |
| …                   |               | …                   |                                |  |  |       |  |  |                |  |  |                  |  |
|                     |               | …                   | …                              |  |  |       |  |  |                |  |  |                  |  |
|                     |               | …                   | …                              |  |  |       |  |  |                |  |  |                  |  |
|                     |               | …                   | …                              |  |  |       |  |  |                |  |  |                  |  |
|                     |               | …                   |                                |  |  |       |  |  |                |  |  |                  |  |